# Potentilla apennina
Potentilla apennina är en rosväxtart som beskrevs av Michele Tenore. Potentilla apennina ingår i Fingerörtssläktet som ingår i familjen rosväxter.

## Underarter
Arten delas in i följande underarter:
- P. a. apennina
- P. a. stojanovii